# Arxiu del So i de la Imatge de Mallorca
L'Arxiu del So i de la Imatge de Mallorca (ASIM) és un arxiu especialitzat en patrimoni audiovisual: cinema, fotografia, música, vídeo, història oral, amb relació a l'illa de Mallorca. És de lliure accés per a tota la ciutadania. Es va estrenar l'11 de maig del 1999. Depèn de la Secció d'Arxius i Patrimoni Documental de la Vicepresidència de Cultura, Patrimoni i Esports del Consell de Mallorca.
L'Arxiu del So i de la Imatge va néixer amb l'objectiu de localitzar, recuperar, conservar i difondre el patrimoni fotogràfic, audiovisual i fonogràfic produït a Mallorca o relacionat amb l'illa, de qualsevol època, temàtica, format o suport. Ofereix serveis d'accés i de consulta; serveix de reprografia, d'acord amb la normativa del Departament de Cultura, una biblioteca auxiliar i hemeroteca especialitzades en fotografia, música i cinema. A més organitza activitats culturals i educatives: exposicions, convocatòries, visites concertades per a grups escolars i per a públic especialitzat.